# Jordan Todosey
Jordan Todosey (Toronto, Ontario; 8 de febrero de 1995) es una actriz canadiense de cine y televisión.

## Carrera
Su primer rol fue en Santa Baby como Amelia. Actuó luego como Lizzie MacDonald en Mi Vida con Derek (2005). También actuó en The Pacifier como Firefly, una niña exploradora, y en The Prize Winner of Defiance, Ohio como Tuff Ryan, con tan solo 9 años de edad.
Más adelante, ganó fama por su rol como Adam Torres en la décima temporada de Degrassi: The Next Generation.

## Filmografía

### Cine y televisión
| Año  | Título                | Personaje                     | Notas                                        |
| ---- | --------------------- | ----------------------------- | -------------------------------------------- |
| 2005 | Life with Derek       | Lizzie McDonald               | 70 episodios, 2005–2009, personaje principal |
| 2005 | The Pacifier          | Chica Firefly                 |                                              |
| 2006 | Instant Star          | Helen                         | Chica problemática                           |
| 2006 | Santa Baby            | Amelia                        |                                              |
| 2007 | Friends and Heroes    | Sophia                        | Serie de televisión (1 episodio)             |
| 2007 | The Stone Angel       | Lottie (a los 9 años de edad) |                                              |
| 2008 | Flashpoint            | Phoebe Swanson                | "First in Line"                              |
| 2009 | Willa's Wild Life     | Willa                         | Personaje principal (voz)                    |
| 2010 | Vacation with Derek   | Lizzie McDonald               | Película para televisión                     |
| 2010 | The Good Witch's Gift | Jodi                          | Película para televisión                     |
| 2010 | Degrassi              | Adam Torres                   |                                              |
| 2012 | Secrets of Eden       | Tina McBradden                | Personaje secundario                         |
| 2013 | Saving Hope           | Arwen                         | Invitada                                     |
| 2015 | He Never Died         | Andrea                        | Coprotagonista                               |
| 2015 | Between               | Tracey                        | Coprotagonista                               |
| 2021 | Vienna                | Robyn                         |                                              |